# Cyprián Pešín
Cyprián Pešín (lat. též Passinius nebo Pessius, též s přídomkem Žatecký) (16. století, Žatec – 17. století, Jelení Hora) byl český duchovní podobojí a spisovatel.

## Život
Narodil se Žatci jako syn tamního učitele a měšťana Matyáše Pešína (†1611).
Studoval v Praze. Působil v Kutné Hoře, roku 1594 byl kaplanem a roku 1607 se tam stal farářem při kostele Panny Marie Na Náměti. Po bitvě na Bílé hoře se skrýval, byl však chycen a uvězněn; po složení peněžité záruky byl propuštěn a odešel do emigrace v Jelení Hoře v Dolním Slezsku, kde i zemřel.
Teologicky inklinoval ke kalvinismu. Je autorem několika tištěných českých biblických výkladů a kázání.
Zmiňuje jej Komenský v Historii o těžkých protivenstvích církve české.